# 金沢市立泉野図書館
金沢市立泉野図書館（かなざわしりついずみのとしょかん）は、石川県金沢市泉野町にある金沢市立の公共図書館である。
国連寄託図書館、オアシスホール (多目的ホール) を併設する。なお、当図書館の分館として2022年（令和4年）3月まで金沢市立平和町児童図書館（かなざわしりつへいわまちじどうとしょかん）が設置されていた。

## 沿革
- 1995年 - 開館。
- 1996年 - 国連寄託図書館開設。

## 所在地
- 石川県金沢市泉野町四丁目22番22号

## 施設
- 建物：鉄骨鉄筋コンクリート造　地上2階　地下2階　延べ9,410.84m2

- 1階　一般図書コーナー、ヤング図書コーナー、海外情報コーナー、国連寄託図書コーナー、一般AVコーナー、対面朗読室、レファレンスルーム
- 2階　オアシスホール、レクチャールーム、ビデオ編集室、グループ活動室、アートロビー
- 地下1階　、ブックピア（開架書庫）、児童図書コーナー、児童AVコーナー、キッズスクエア（ブックピアとそれ以外は分かれており、行き来するには１階に戻らなくてはならない。（車いす用の入口はある））
- 地下2階　地下駐車場

　　　など

## 交通
金沢駅より北鉄バス「30番：光が丘」、「31番：額住宅」方面利用。「泉が丘」下車すぐ。

## 金沢市立平和町児童図書館

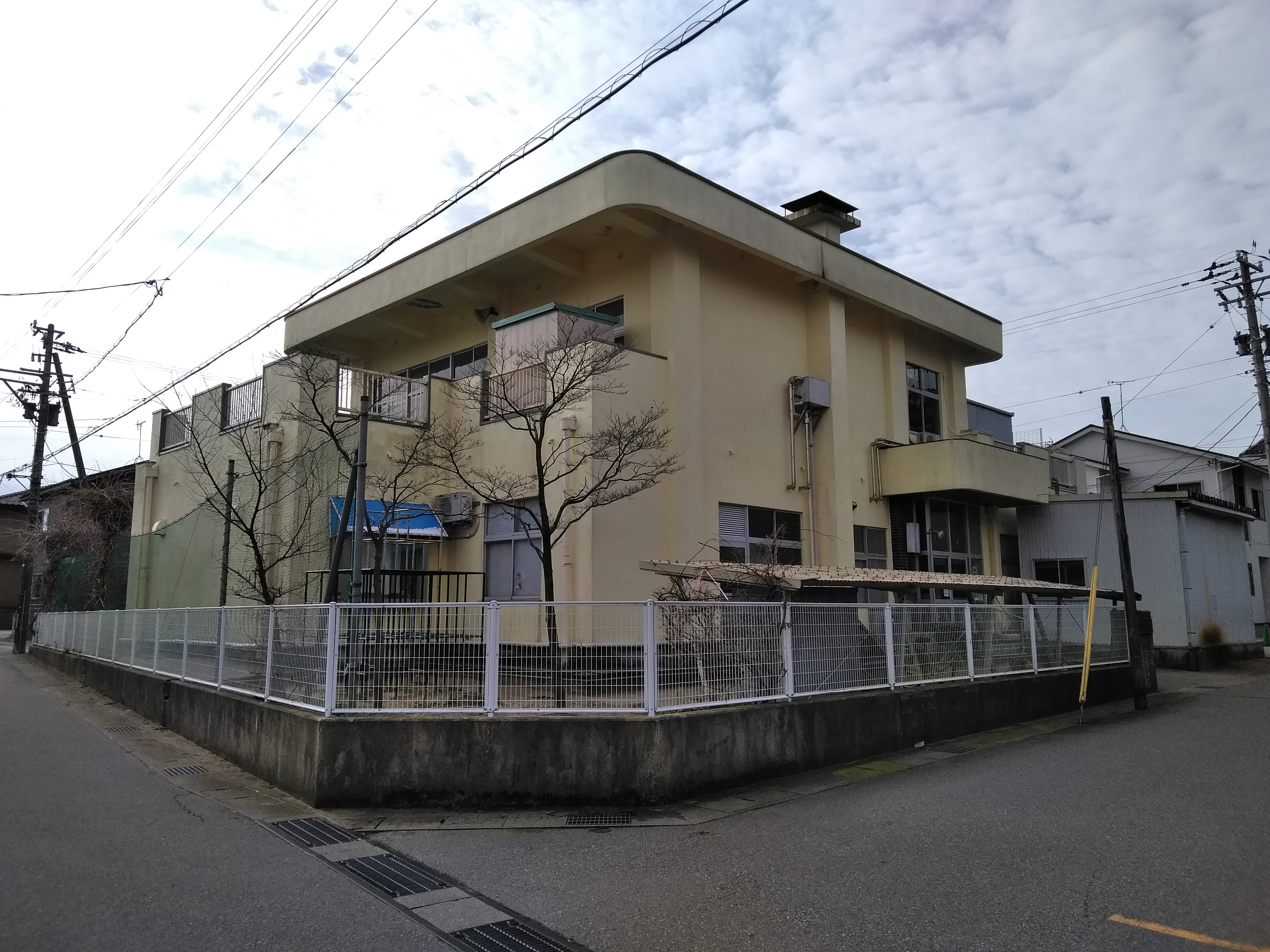
金沢市立平和町児童図書館

金沢市立平和町児童図書館は、金沢市立泉野図書館の分館である。金沢市平和町二丁目8番7号にあり、金沢市立平和町児童館との併設となっている。
1950年（昭和25年）3月に旧陸軍の幹部将校の集会場とされる施設を改装、金沢市立図書館の分館として開館した平和町児童図書館を前身とする。老朽化等により建て直され、1973年（昭和48年）5月23日に開館した。金沢市立泉野図書館が開館した後は同図書館の分館となった。
2022年（令和4年）3月31日で廃止された。